# アドリアン・マテネ
アドリアン・マテネ（Adrien Mattenet、1987年10月15日 - ）は、フランス・オーボンヌ出身の卓球選手。

## 略歴
2011年の第51回世界卓球選手権個人戦では4回戦で水谷隼に敗れたがベスト16に入った。

## プレースタイル
長身を生かした後陣でのプレーが多い。
後ろに下がりロビングで粘り隙を見ては反撃をするというパターンが多い。
バックハンドの威力が高く後陣からでも打ち抜けるほどである。
また普段はあまりしないが前陣でのカウンターも世界トップクラスである。

## 主な戦績
2008年
- ITTFプロツアーグランドファイナル 男子ダブルス 3位（エマニュエル・ルベッソンペア）

2009年
- ITTFプロツアーグランドファイナル 男子ダブルス 3位（エマニュエル・ルベッソンペア）

2010年
- ヨーロッパ選手権 男子シングルス ベスト8